# Cono Este (Lima)
El Cono Este o Lima Este es el nombre extraoficial que recibe la subregión oriental de Lima Metropolitana, capital del Perú. Usualmente entendido como todos aquellos distritos de Lima Metropolitana separados al este de Lima Centro, a través de la vía de Evitamiento.

## Etimología
El término Cono Este, fue acuñado inicialmente para distinguir los ejes de crecimiento urbano de Lima Metropolitana, además de los lugares donde se concentran las poblaciones distantes del centro residencial y comercial de la capital. Asimismo, la denominación Lima Este es más reciente y está referida a esta misma subregión. Tanto el término Cono Este como Lima Este, son ampliamente usados por la población capitalina, siendo el segundo el de mayor aceptación entre los habitantes de esta zona geográfica de la ciudad.
Según el Diccionario de la lengua española, en su definición de «cono», dice en su sexta acepción:

«Sector del área metropolitana de Lima que se proyecta a partir del centro: cono norte, cono este y cono sur.»

## Límites
Por el norte
- Provincia de Huarochirí.

Por el este
- Provincia de Huarochirí.

Por el sur
- Pachacámac
- Villa María del Triunfo
- San Juan de Miraflores

Por el oeste
- Santiago de Surco
- San Borja
- San Luis
- La Victoria
- Lima
- Rímac
- Independencia
- Comas
- Carabayllo

## Características
Los distritos económicamente más prósperos son Chaclacayo y La Molina, que concentran actividades residenciales para vecinos de nivel socioeconómico alto y medio alto.
El distrito de Santa Anita es el más pequeño de la subregión. Asimismo, es el distrito que presenta más familias de nivel socioeconómico medio y medio alto.
Los distritos de San Juan de Lurigancho, Lurigancho-Chosica, Ate y El Agustino, presentan un cierto grado de industrialización, poblado de algunas de las fábricas más importantes del país. En estos distritos la mayoría de sus residentes son de estrato socioeconómico medio, medio bajo y bajo. Asimismo, existen habitantes con un alto índice de pobreza y/o pobreza extrema, que se presentan, específicamente, en asentamientos humanos ubicados en los cerros. Como dato importante, San Juan de Lurigancho, siendo el distrito más poblado del Perú, es también el distrito de la subregión Lima Este que presenta más de estas zonas emergentes, incluyendo sus conflictos limítrofes con el distrito de San Antonio de Chaclla, provincia de Huarochirí. Finalmente, se encuentra el distrito de Cieneguilla, que posee la misma estructura socioeconómica de los otros distritos; sin embargo, presenta un grado de urbanización muy bajo.
Lima Este se caracteriza por tener una población con niveles socioeconómicos muy dispares:
- 59.4 % del nivel socioeconómico bajo a pobreza, siendo mayoritariamente inmigrantes de la sierra central del país. Este porcentaje se encuentra principalmente en asentamientos humanos, ubicados en los cerros de las jurisdicciones de San Juan de Lurigancho, Lurigancho-Chosica, El Agustino, Ate y Cieneguilla.
- 33.7 % en el estrato socioeconómico medio. Principalmente, ubicados en los distritos de Santa Anita, La Molina, Chaclacayo y en zonas urbanas céntricas del resto de los distritos.
- 6.9 % en los niveles más elevados. Principalmente, ubicados en el distrito de La Molina, así como en barrios suburbanos del resto de los distritos.

Como dato importante, los distritos de San Juan de Lurigancho, El Agustino y Ate también presentan zonas de estrato socioeconómico medio alto. Por un lado, en el distrito de San Juan de Lurigancho se encuentran las urbanizaciones de Las Flores, Mangomarca y la primera zona de Zárate. Por otro lado, en el distrito de El Agustino se ubica la urbanización La Corporación y también los condominios Los Nogales, Los Álamos, Los Eucaliptos, Los Fresnos y Nuevo Nogales. Finalmente, en el distrito de Ate se encuentran las urbanizaciones de Mayorazgo y Salamanca de Monterrico. Siendo estas dos últimas las que han obtenido mayor inversión inmobiliaria, por ser las zonas más céntricas de la subregión Lima Este. Por un lado, Mayorazgo se encuentra en el límite con el distrito de La Molina. Por otro lado, Salamanca de Monterrico se encuentra en los límites de los distritos de Santiago de Surco y San Borja, distritos de Lima Centro.

## Demografía
La población del Cono Este por distrito es la siguiente:
| Distrito               | Población 2017 | Población 2025 | IDH 2019        |
| ---------------------- | -------------- | -------------- | --------------- |
| San Juan de Lurigancho | 1,038,495      | 1,270,179      | 0.7011 Alto     |
| Lurigancho-Chosica     | 240,814        | 310,610        | 0.6832 Medio    |
| Chaclacayo             | 42,912         | 45,494         | 0.7411 Alto     |
| Cieneguilla            | 34,684         | 44,264         | 0.6372 Medio    |
| La Molina              | 140,679        | 171,684        | 0.8452 Muy Alto |
| Ate                    | 599,196        | 708,775        | 0.6869 Medio    |
| Santa Anita            | 196,214        | 235,922        | 0.7397 Alto     |
| El Agustino            | 198,862        | 229,035        | 0.6971 Medio    |
| Total                  | 2,491,856      | 3,039,057      | 0.7061 Alto     |

## Distritos

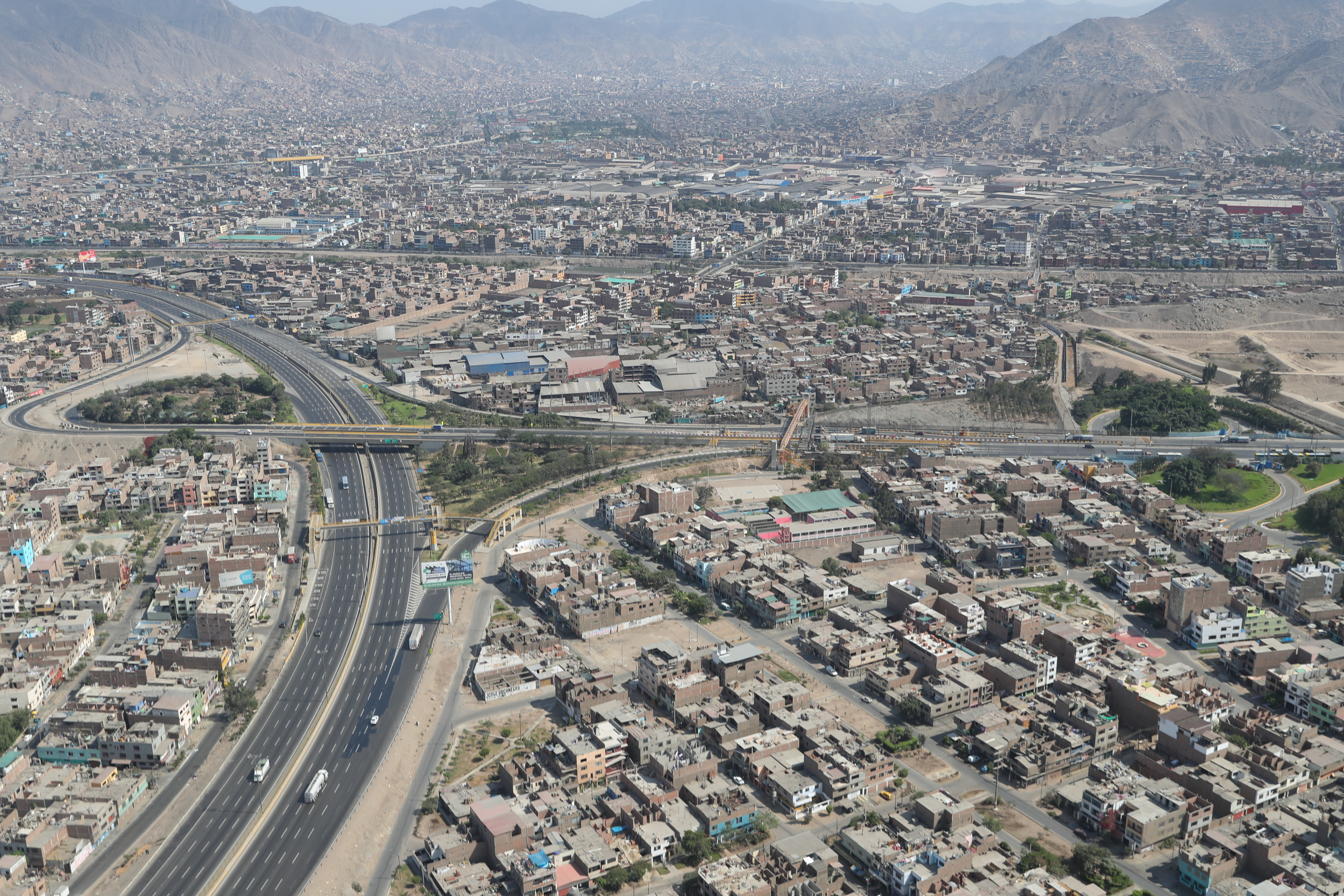
Vista aérea del intercambio vial, ubicado en el distrito de El Agustino, que conecta la vía de Evitamiento con la autopista Ramiro Prialé. Al fondo se puede apreciar el distrito de San Juan de Lurigancho.

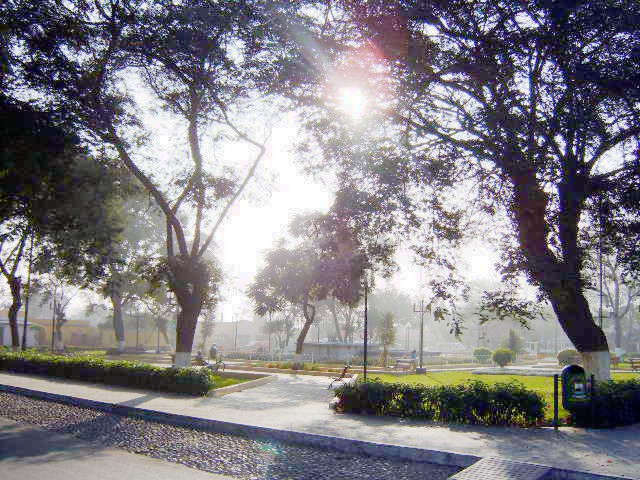
Parque Central de Chaclacayo.

Esta subregión limeña está conformada por ocho distritos.
- Ate
- El Agustino
- La Molina
- Lurigancho-Chosica
- San Juan de Lurigancho
- Santa Anita
- Chaclacayo
- Cieneguilla

### Distrito de San Juan de Lurigancho
El distrito de San Juan de Lurigancho destaca entre el resto de distritos de la subregión por su magnitud. Antiguamente, su territorio perteneció al distrito de Lurigancho-Chosica. Se ubica al noreste de la ciudad entre los 190 hasta los 2200 m s. n. m. Siendo el séptimo distrito limeño más extenso, y el segundo distrito, después de Lurigancho-Chosica, que alberga mayores altitudes en sus cadenas de cerros. Está habitado por personas de los estratos socioeconómicos medio, medio bajo y bajo. Según el censo del 2017, San Juan de Lurigancho cuenta con más de un millón de habitantes, siendo el distrito más poblado del país. Representando casi el 50 % de la población de Lima Este, y aproximadamente el 12 % de la población de Lima Metropolitana.

### Distrito de Lurigancho-Chosica
El distrito de Lurigancho-Chosica, mayormente llamado "distrito de Chosica", se localiza a orillas del río Rímac, y fue fundada el 13 de octubre de 1894.
Es el distrito más extenso de la subregión con 236.5 km². Su clima soleado lo convierte en uno de los lugares más frecuentados para las vacaciones de los limeños en invierno, razón por la cual abundan en Lurigancho diversos centros recreativos. El mismo motivo ha impulsado a diversos clubes sociales a tener una sede en este distrito, destacando entre ellos el Country Club El Bosque, el Club Regatas Lima, el Country Club de Villa y Los Andes Golf Club.

### Distrito de Chaclacayo
El distrito de Chaclacayo fue creado el 24 de abril de 1940 mediante Decreto Ley N.º 9080, durante el mandato del presidente Manuel Prado Ugarteche. Antiguamente, su territorio perteneció al distrito de Ate. Su nombre proviene del aimara chajlla (carrizo) y kayo (pie) que traducido sería «pie de los carrizos».
Chaclacayo se caracteriza por poseer un clima seco y ligeramente cálido, con inviernos frescos y despejados, bastante diferente al centro histórico de Lima (ubicado a solo 20 kilómetros), que presenta clima frío y húmedo en invierno. La temperatura del distrito varía de 12 °C a 25 °C, y en raras ocasiones desciende a menos de 10 °C o se eleva a más de 27 °C.

### Distrito de Cieneguilla
El distrito de Cieneguilla fue creado el 3 de marzo de 1970, mediante Decreto Ley N.º 18166, durante el gobierno del presidente Juan Velasco Alvarado.
El distrito se encuentra a 30 kilómetros al sureste de Lima, en la cuenca baja del río Lurín. Antiguamente, su territorio perteneció al distrito de Pachacámac, hasta que fue creado basándose en los centros poblados de Huaycán, Chacra Alta y Tambo Viejo.

### Distrito de La Molina
El distrito de La Molina fue creado mediante Decreto Ley N.º 13981, el 6 de febrero de 1962. Más tarde, se modifica el límite noroeste, el 19 de noviembre de 1984 con la Ley N.º 23995. Está habitado por personas de los estratos socioeconómicos alto y medio alto. Antiguamente, su territorio perteneció al distrito de Ate. Durante el siglo XX, se extraía un gran volumen de material de construcción para Lima, dejando grandes depresiones. Posteriormente, fueron convertidas en lagunas artificiales, mediante la utilización de un canal que llevaba agua proveniente del río Rímac.
El distrito de La Molina alberga a la Universidad Nacional Agraria La Molina (UNALM), la Universidad San Ignacio de Loyola (USIL), la Universidad Femenina del Sagrado Corazón (UNIFE) y dos de las mejores facultades de la Universidad de San Martín de Porres. Asimismo, alberga los cementerios privados de La Planicie y Jardines de la Paz.

### Distrito de Ate
El distrito de Ate fue creado en 1821 y cuenta con una extensión de 77,72 km². Desde 1920, su territorio se redujo por la creación de varios distritos como La Victoria y La Molina, y por el traslado de varias urbanizaciones a estos nuevos distritos. Su población está conformada por familias de nivel socioeconómico medio, medio bajo y bajo. Actualmente, existen numerosos asentamientos humanos tanto en sus cerros como al margen del río Rímac. Cuenta con diversos sitios de interés como las zonas arqueológicas como Puruchuco y Huaycán de Pariachi, el zoológico de Huachipa y el Estadio Monumental, el segundo más grande de Sudamérica.

### Distrito de Santa Anita
El distrito fue creado el 25 de octubre de 1989 mediante Ley N.º 25116, durante el primer gobierno de Alan García. Antiguamente, su territorio perteneció a los distritos de El Agustino y Ate. Su población está conformada mayormente por inmigrantes de la sierra central.
El distrito de Santa Anita cuenta con diversos ejes comerciales de importancia para el distrito, como son el Mercado Mayorista de Lima y el Mall Aventura Plaza. Asimismo, alberga a la Ciudad Universitaria de la Universidad de San Martín de Porres, en cuyo campus 0,12 km² se encuentran el rectorado y las facultades de administración, contabilidad, economía y odontología.

### Distrito de El Agustino
El distrito de El Agustino se ubica al este del centro histórico de Lima, y fue creado mediante Decreto Ley N.º 15353 del 6 de enero de 1965. Antiguamente, su territorio perteneció al distrito de La Victoria. En 1989, se redujo su territorio con la desagregación del distrito de Santa Anita. El nombre proviene del hecho que la orden de San Agustín poseía una chacra en el lugar, durante la época del virreinato.